# Tajvani örvös medve
A tajvani örvös medve másnéven formoszai örvös medve (Ursus thibetanus formosanus) az örvös medve egyik alfaja, melyet először Robert Swinhoe, természettudós írt le 1864-ben. Tajvan egyik endemikus (bennszülött) állata. 2001-ben egy félévig tartó országos népszavazási kampányban az ország élővilágának legreprezentívabb képviselőjének választották. A szigetország legnagyobb termetű szárazföldi állata és egyben egyedüli őshonos medveféléje.
Az elmúlt évtizedek súlyos kizsákmányolása és élőhely tönkretétele miatt a vadon élő tajvani örvös medve populációja csökken. Az alfajt 1989-ben a Tajvani Vadvédelmi törvény a „veszélyeztetett” kategóriába sorolta. Földrajzi elterjedése a távoli, zord területekre korlátozódik, 1000–3500 méteres tengerszint feletti magasságban.

## Megjelenése

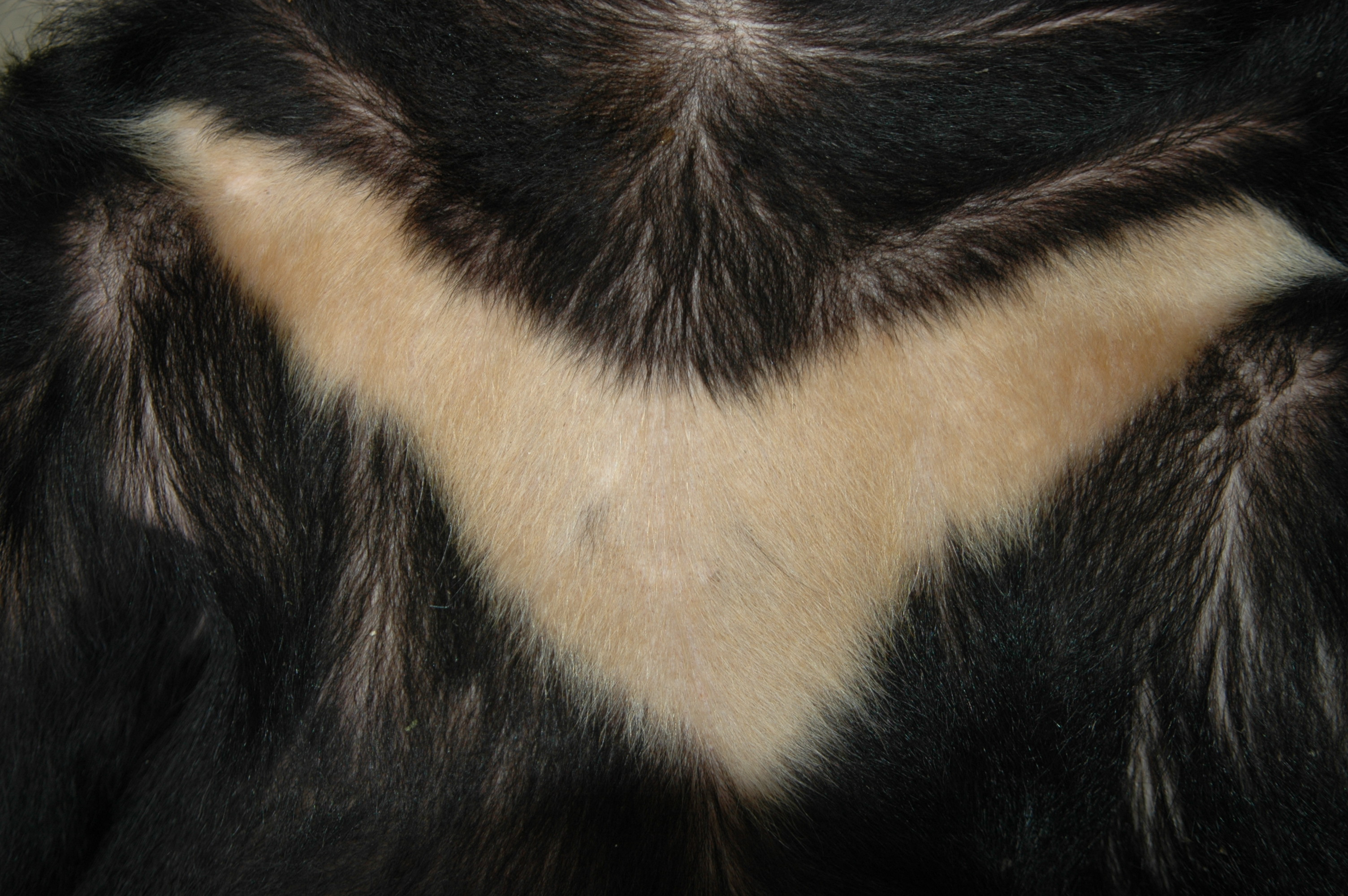
Az állat mellkasán található V-alakú fehér jel

A tajvani örvös medve erőteljes felépítésű, kerekfejű, rövidnyakú, kis szemű és hosszú orrú. Fejének hossza 26-35 cm, kerülete 40-60 cm. Fülei 8-12 cm hosszúak. Az orra kutyaszerű, ezért "kutyamedvének" is szokták hívni. Farka rövid és jelentéktelen - ritkán nő 10 cm-nél hosszabbra. Testszőrzete durva, fényes és fekete, a nyak körül akár 10 cm-esre is megnőhet. Állának hegye fehér. A mellkason egy jellegzetes sárgás vagy fehér folt található, amely "V" formájú vagy félhold alakú. Ez utóbbi vonása miatt "holdmedvének" is nevezik. Súlya 60-200 kg.

## Életmódja
Télen ahelyett, hogy hibernálna, alacsonyabbra költözik, hogy több táplálékot találjon. A nappali órák 54-57%-ában aktív, nyáron (60%) és ősszel/télen (60%) aktívabbak, mint tavasszal (47%). Tavasszal és nyáron elsősorban nappal aktív, addig ősszel és télen inkább éjjel aktív, amikor bőségesen terem a makk. Magányos életvitelű és általában sokat mozog, leszámítva a párzási időszakot vagy a kölykök gondozását. A tajvani örvös medve az egyedüli medve a világon, amely ideiglenes fészket raknak.
Bár esetlennek és lassúnak tűnik, mégis simán lehagyja az embert és eléri a 30-40 km/órás sebességet. Úszásban és mászásban is jártas. Lévén, hogy veszélyeztetett és tart az embertől, vadon ritkán látható. A legtöbb találkozáskor a medve visszavonul és elmenekül az ember elől. Annak ellenére, hogy agresszív lehet, ritkán támad provokáció nélkül emberre.
Elsősorban levelekkel, rügyekkel, gyümölcsökkel és gyökerekkel táplálkozik, bár ehet még rovarokat, kisebb állatokat és dögöket is. A Yushan Nemzeti Parkban megfigyelt medvék tavasszal zamatos növényeket, nyáron szénhidrátban gazdag bogyós gyümölcsöket, ősszel/télen pedig zsíros és kemény terméseket (például makkot és diót) fogyasztanak.

## Elterjedése
Hajdan egész Tajvanon megtalálható volt. Napjainkban elterjedése túlnyomó részt a hegyvidéki területekre korlátozódik, mintegy 1000-3000 méteres magasságban. Az erdei és a havasi szinten találkozhatunk vele. Úgy tűnik, hogy legnagyobb populációja a Lala-megységbe található 
Chatienshan Rezervátumban él, a havasi részen a Shei-Pa Nemzeti Park, a Taroko Nemzeti Park és a Yushan Nemzeti Park területén lelhető fel.

## Szaporodása
|  |  |  |  |  |  |

Magányos állat révén nem tartózkodik állandó búvóhelyen, kivéve a nőstényeket a szaporodási időszak alatt. A medve udvarlási ideje nagyon rövid. A hím néhány napig követi a nőstényt. Párosodás után visszatérnek magányos életükbe. A nőstények 3-4 évesen, a hímek pedig 4-5 évesen érik el az ivarérettséget,. A párzás általában júniustól augusztusig tart, és a vemhesség 6-7 hónapig tart. Így a vadon élő nőstények általában december és február között ellenek.
Rendszerint 1-3 bocsot hoz világra, melyek körülbelül hat hónapig szopnak. Amikor elég erősek ahhoz, hogy elhagyják az odút, a medvebocsok körülbelül két évig az anyaállattal maradnak, amíg anyjuk be nem lép a következő ivarzási ciklusba és elűzi Őket. Ez alkotja 2 éves szaporodási ciklusát.

## Fordítás
- Ez a szócikk részben vagy egészben  a   Formosan black bear című angol Wikipédia-szócikk fordításán alapul.  Az eredeti cikk szerkesztőit annak laptörténete sorolja fel. Ez a jelzés csupán a megfogalmazás eredetét és a szerzői jogokat jelzi, nem szolgál a cikkben szereplő információk forrásmegjelöléseként.